# Zhůřská jedle
Zhůřská jedle je památný strom pod Huťskou horou v blízkosti zelené turistické stezky z Kašperských Hor do Zhůří u Rejštejna. Jedle bělokorá (Abies alba Mill.) je mohutný strom rostoucí na světlině v mladším porostu v nadmořské výšce 1100 m, dosahuje výšky 35 m, obvod kmene je 363 cm (měřeno 2010). Strom je významný svým vzrůstem, chráněn od 26. května 1992.

## Památné stromy v okolí
- Javor klen na Podlesí
- Jilm pod Kozincem
- Leškovy lípy
- Lípa na Podlesí
- Skupina lip na Podlesí